# Fyffes
Fyffes — ирландская компания, занимающаяся экспортом, перевозкой и продажей свежих фруктов. Является старейшей маркой в мире и крупнейшей в Европе. В 2014 году объединилась с компанией Chiquita, став, таким образом, крупнейшим поставщиком бананов в мире.

## История

### Создание и первые годы
В 1880 году, Томас Файффи, оптовый торговец продуктами из Лондона, пошёл на партнёрство с братьями Хадсон, имевшими связи на Канарских островах. Новая компания получила название E.W. Fyffes, Son and Co. В 1888 году она отправили свой первый груз бананов в Великобританию. В течение пяти лет бизнес стал настолько успешным, что они приобрели землю на Канарских островах для обустройства банановых плантаций. Между тем, большая и старейшая фирма Elder Dempster & Company, торговавшая на Канарских островах, наблюдая успех Fyffe & Hudson, последовала их примеру. В 1898 году влияние Elder Dempster дошло до Ямайки.
Для защиты экономики острова британское правительство согласилось выплачивать субсидии в размере 40 тыс. фунтов стерлингов в год, для того чтобы Elder Dempster запустила регулярное хождение парохода на Ямайку, для доставки бананов на рынок Великобритании. В мае 1901 года фирмы объединились в Elders & Fyffes Ltd. В следующем году 45 % от капитала были приобретены американской United Fruit Company. После этого для доставки товаров была запущена специальная линия для хождения грузовых кораблей по Атлантическому океану. В 1901 году компания осуществила первую поставку охлажденных бананов в Великобританию в специально построенном корабле под названием SS Port Morant.

### Логотип
12 апреля 1929 года компания Jamaica Producers Association (Ассоциация Производителей Ямайки), а также её дочерняя Jamaica Banana Producers Association Ltd. (Банановая Ассоциация Производителей Ямайки), начала свою деятельность, став первым конкурентом Fyffes. Но в мае 1929 года Fyffes разработала концепцию по защите своих позиций на рынке. В Великобритании была начата рекламная кампания с бюллетенем, известным как «Банановый Бюджет», восхвалявшим качество своих фруктов. Однако они не были известны в розничной продаже, потому, что нельзя было определить, чьей компании бананы лежат на прилавке. Решение было простым — придумать логотип. В июле 1929 года была запущена новая рекламная кампания, где Fyffes показала известный теперь логотип — «Fyffes Blue Label». Наклейка на бананы была покрыта гидроскопичным клеем, как на почтовых марках. Этот лейбл стал первой банановой наклейкой в Европе, и некоторыми мелкими изменениями в тексте продолжает использоваться поныне.

### Развитие
В 1960 году в аэропорту Бембриджа на острове Уайт, компания Britten-Norman начала испытания своего нового судна на воздушной подушке, построенного для Fyffes. Это судно было использовано для перевозки бананов из плантаций Южного Камеруна.
В мае 1969 года, признавая разнообразие и важность дочерних образований, компания была переименована в Fyffes Group Ltd. В 1986 году Fyffes поглотила компанию FII plc (создана в 1968 году как Ireland Limited). Объединённая компания была первоначально известна как FII Fyffes plc, но в 1990 году стала называться просто Fyffes plc.
В 2004 году чистая прибыль выросла на 37 % по сравнению с 2003 годом — с 51,3 млн евро до 70,3 млн евро. При этом выручка за год увеличилась на 11,5 % — с 1,93 до 2,15 млрд евро.
В 2006 году Fyffes отделила свои недвижимые активы, в результате чего, была создана компания Blackrock International Land, занимающаяся инвестициями в недвижимость. Fyffes принадлежат 40 % акций компании, владеющей активами в Ирландии, Великобритании, Бельгии и Голландии.
В июне 2005 года представители Еврокомиссии и национальных антимонопольных органов, в рамках расследования предполагаемых фактов ценового сговора на европейских рынках бананов и ананасов, провели проверки в офисах фруктовых компаний Chiquita, Dole, Fresh Del Monte, включая и Fyffes. Менеджмент компании Chiquita обнаружил, что «некоторые из её работников на протяжении многих лет делились информацией о ценах и объёмах поставок со своими европейскими конкурентами», и сообщил в соответствующие органы, гарантировавшими Chiquita иммунитет от штрафных санкций за участие в картельном сговоре. Однако конкуренты, в случае доказательства участия в сговоре, могут быть оштрафованы на сумму до 10 % их годового оборота по всему миру. В Fyffes подтвердили факт проверки, опубликовав заявление, в котором говорится, что «визит имел отношение к более широкомасштабному расследованию, которое включало в себя всех основных конкурентов Fyffes».
В сентябре 2008 года ЮНИСЕФ Ирландии и Fyffes объявили о заключении договора о партнёрстве. Пятилетний план сотрудничества включает финансирование работы по борьбе с распространением малярии среди детей в Мозамбике. Только в период с 2008 по 2011 год, в результате сотрудничества было спасено свыше 11,400 жизней детей возрастом пяти лет, предотвращено 200 тысяч случаев заражения и послано мозамбикским семьям около 50 тысяч сеток от комаров.
В сентябре 2012 года Fyffes предупредила о возможном повышении цен на бананы и ананасы в связи с ростом цен на топливо на 20 % и неблагоприятными обменными курсами валют. Ранее были опубликованы данные о прибыли до уплаты налогов, составившей 22.4 млн евро за первые шесть месяцев года, что почти на 30 % выше, чем годом ранее. А выручка выросла на 20 % до 550 млн евро.
10 марта 2013 года Fyffes обнародовала свои финансовые результаты за прошлый год. Чистая прибыль до выплаты налогов составила 28,6 миллиона евро при выручке в 1,08 миллиарда евро.
Как следует из опубликованного в сентябре 2013 года пресс-релиза, в 1-м полугодии компания нарастила доходность на 6,4 % до 585 млн евро, по сравнению с 550 млн евро в аналогичном периоде 2012 года.

### Слияние с Chiquita
В 2014 году руководства американской фруктовой компании Chiquita Brands International и Fyffes достигли окончательного соглашения об объединении активов и создании совместной компании — ChiquitaFyffes. Сделка оценена в 526 млн. долларов США. Слияние двух компаний будет организовано через обмен акциями, 49,3 % будут принадлежать Fyffes, 50,7 % — Chiquita. Ожидается, что сделка будет одобрена акционерами обеих компаний, антимонопольными органами и Высоким судом Ирландии к концу 2014 года, и следовательно появится крупнейшая в мире компания по продаже фруктов, в первую очередь бананов. Планируется, что продажи новой компании могут составить более 160 млн коробок фруктов и 4,6 млрд долларов в год. ChiquitaFyffes будет представлена в 70 странах мира, штат компании составит почти 32 тысячи человек. ChiquitaFyffes, по оценке аналитиков, будет контролировать 14 % мирового фруктового рынка, заметно опережая двух оставшихся конкурентов — Fresh Del Monte и Dole Food.

#### Предпосылки
Выражая свою точку зрения на сделку, аналитик Роберт Коул, сказал, что:
Когда мы ведем речь о бананах, мы можем улыбаться, но это чрезвычайно прибыльный бизнес на многие годы. На Карибских островах и еще в некоторых местах есть маленькие страны, которые полностью зависят от бананов. Поэтому в этом смысле появление новой большой и очень мощной компании может не устраивать многих других поставщиков бананов.
По данным ООН, в 2012 году мировой объём экспорта бананов вырос на 7,4 % и достиг рекордного уровня в 16,5 млн тонн. Fyffes решила воспользоваться растущим спросом на бананы и развить успех, усовершенствовав систему доставки: до недавнего времени бананы, поставлявшиеся в контейнерах со специальным охлаждением, сохраняли свежесть в течение 20 дней, но новые технологии позволили увеличить срок годности более чем вдвое.

## Продукция
Основной ассортимент компании состоит из бананов, ананасов, арбузов и дынь.
Fyffes работает с поставщиками бананов из таких стран, как Белиз, Коста-Рика, Колумбия, Доминиканская Республика, Эквадор, Кот-д'Ивуар, Гондурас, Камерун, Бразилия, Перу, Панама и Подветренные острова. Также, компания владеет или арендует 6000 гектаров земли под плантации в Центральной и Южной Америке.
Ананасы экспортируются из Коста-Рики, Панамы и Эквадора.
Дыни — из Гондураса, Гватемалы и Коста-Рики.